# 簡廷芮

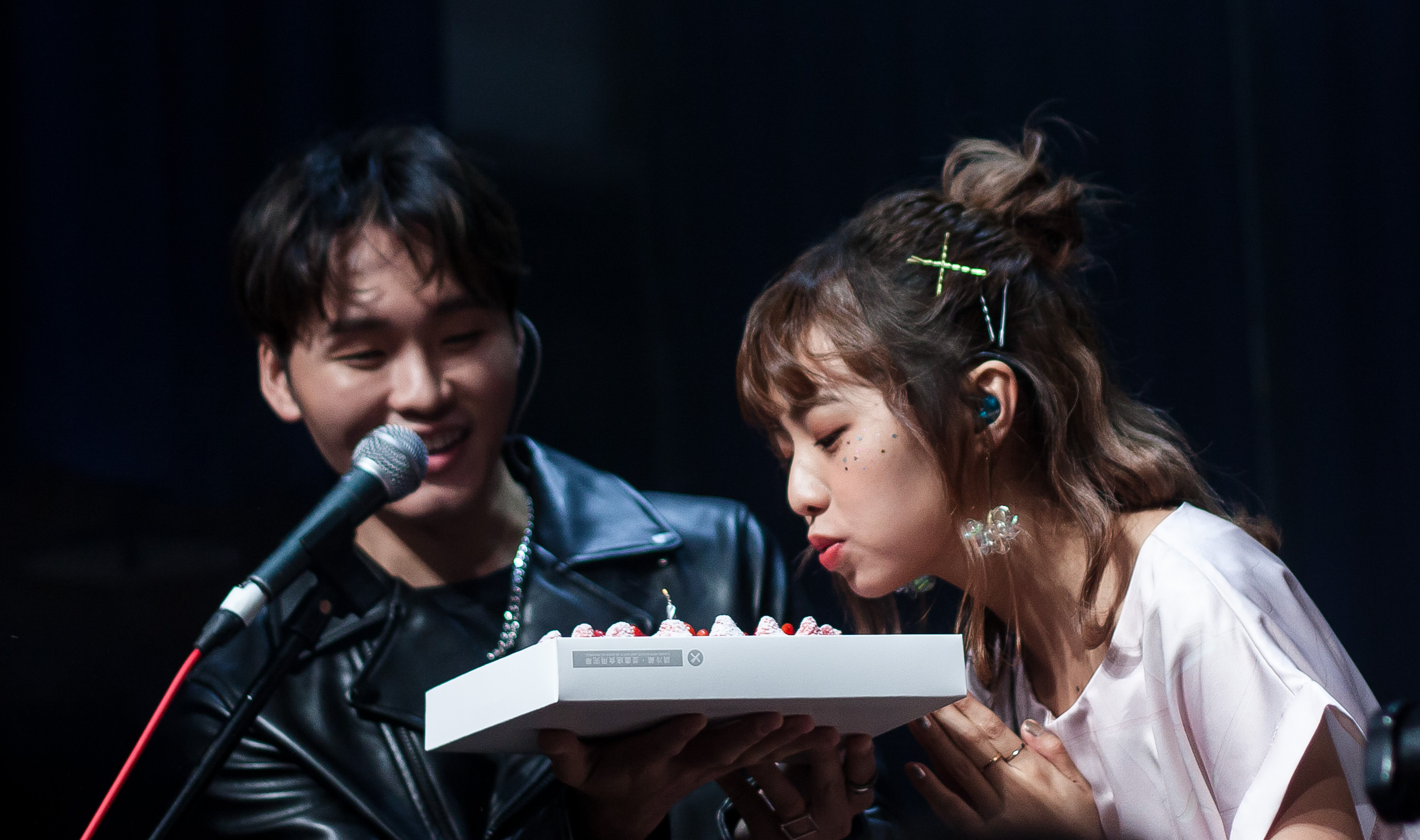
簡廷芮於首次生日音樂會（2019年3月3日）

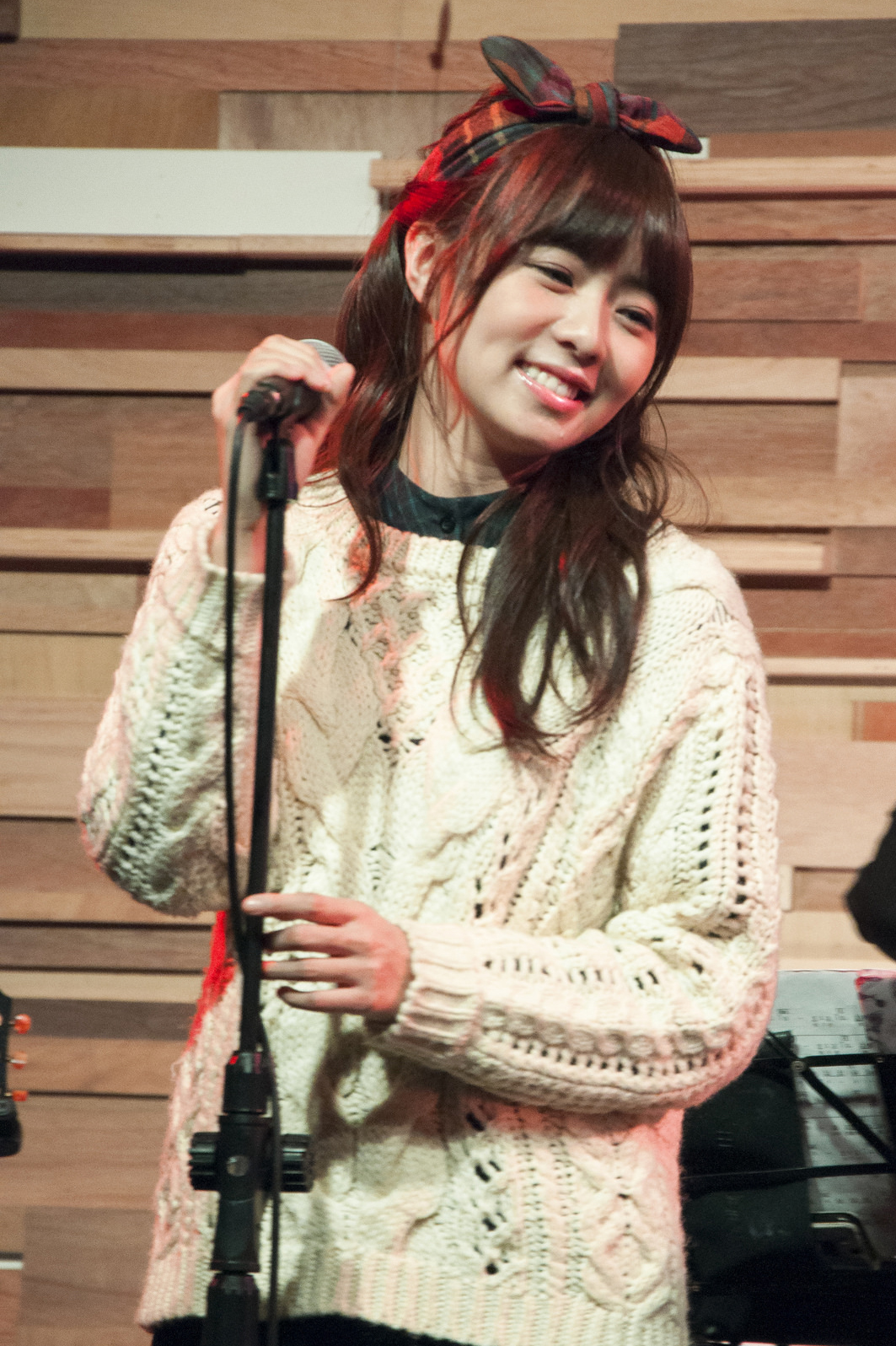
簡廷芮於DEARS冬日巡迴演唱會（2016年1月30日）

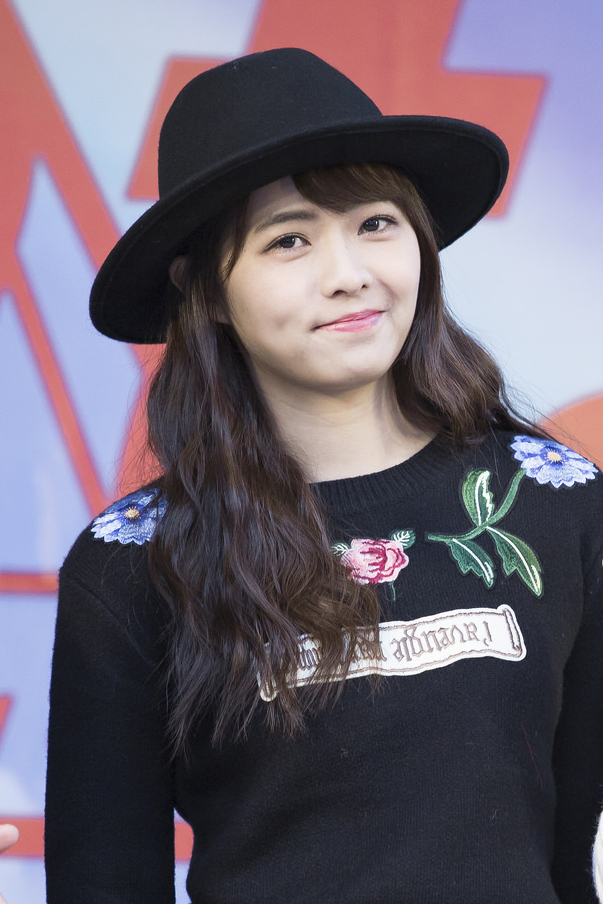
簡廷芮於阿爾發光LIGHT簽唱會（2017年1月15日）

簡廷芮（Dewi Chien，1992年3月9日—），是台灣女演員、女歌手和節目主持人。現為臺灣女子團體Dears成員。

## 演藝生涯
2006年她參加《模范棒棒堂》、《我猜我猜我猜猜猜》等綜藝節目，氣質和樣貌立刻受到網友矚目，被譽為「臺版宮崎葵」，曾擔任唐禹哲、嚴爵的MV女主角。
2014年夏天與好友安婕希組成雙人女子團體Dears正式出道，於2014年8月16日發行首張寫真EP《Dears》，2015年4月13日發行文字寫真書《Dear Dewi》，2016年1月22日發行第二張寫真EP《Say Yes》。
2015年於電影《我的少女時代》中飾演「陶敏敏」，2016年於《飛魚高校生》中飾演「喬可琪」，2016年於《惡作劇之吻》中飾演「白莎穗」，2017年於《稍息立正我愛你》飾演「白若琳（白白）」。
所屬團體Dears在2018年3月宣布「單飛不解散」後，2018年6月15日發行個人首張迷你專輯《大衛女孩》，2019年3月3日在河岸留言西門紅樓展演館舉辦首次生日音樂會。
2019年7月9日於臉書及IG宣布加入輝映創藝。參與《娛樂百分百》的單元凹嗚狼人殺，表現十分出色。
2019年10月8日，發行與張語噥合體推出「迷幻版」狼人殺歌曲〈看不清你是誰〉。

## 音樂作品
所屬團體之共同作品，請參閱Dears音樂作品。

### 迷你專輯
| 發行日        | 名稱         | 曲目                                                                                           |
| ------------- | ------------ | ---------------------------------------------------------------------------------------------- |
| 2018年6月15日 | 《大衛女孩》 | 曲目 1. 奇怪女孩 2. 全世界只有你不懂 3. 都是我的 4. 戀愛優格 5. Look At Me Now 6. 我們沒有想過 |

### 單曲
- 2008年〈一起遨遊〉（與簡婕合唱，電視劇《蜂蜜幸運草》插曲）
- 2017年〈陌生〉
- 2019年 張語噥 簡廷芮 〈看不清你是誰〉[10]

### MV演出
- 2007年 唐禹哲 〈愛我〉
- 2011年 嚴爵 〈好的事情〉
- 2012年 楊丞琳〈忘了〉
- 2012年 SeventyPercent 70%(柒拾趴) 〈Could you try to fade away〉
- 2013年 小宇宙 〈原諒我不能愛妳〉
- 2013年 A-Lin 〈Woman in Love〉
- 2013年 S.H.E 〈明天的自己〉
- 2013年 周筆暢 〈密友〉
- 2013年 嚴爵 〈好的情人〉
- 2017年 泰坦TITAN 〈絕對好感〉[11]
- 2018年 簡廷芮 〈都是我的〉[12]
- 2018年 簡廷芮 〈全世界只有你不懂〉[13]
- 2019年 張語噥 簡廷芮 〈看不清你是誰〉[10]

## 影視作品

### 電視劇
| 年份   | 戲劇名稱                         | 角色           |
| ------ | -------------------------------- | -------------- |
| 2013年 | 公視人生劇展《幸福蜜方》         | 咪咪           |
| 2013年 | 台視主頻《親愛的，我愛上別人了》 | 少年沈宜臻     |
| 2016年 | 三立都會台《飛魚高校生》         | 喬可琪         |
| 2016年 | 東森超視《惡作劇之吻》           | 白莎穗         |
| 2017年 | 東森綜合台《稍息立正我愛你》     | 白若琳 (白白)  |
| 2018年 | LUVE TV《愛情練習生》            | 夏天           |
| 2019年 | 中視主頻、衛視中文台 《想見你》  | Vicky          |
| 2020年 | 三立都會台 《天巡者》            | 七星劍靈(小七) |

### 電影及微電影
| 年份   | 電影名稱                                                 | 角色   | 性質         |
| ------ | -------------------------------------------------------- | ------ | ------------ |
| 2012年 | 秘密鋼琴-不乏之愛                                        | 小美   | 微電影       |
| 2015年 | 我的少女時代                                             | 陶敏敏 | 電影         |
| 2015年 | 電影【我的少女時代】幕後花絮- 天菜篇（歐陽非凡、陶敏敏） | 陶敏敏 | 電影幕後花絮 |
| 2015年 | 這群人 TGOP│如果你有這種朋友? (失戀篇)                   | 客串   | 短片         |
| 2016年 | 重返艾澤拉斯                                             | 林曉雨 | 網路電影     |
| 2019年 | 一吻定情                                                 | 客串   | 電影         |
| 待上映 | 手機見鬼                                                 |        | 電影         |

### 網路短篇劇集
- 2018年–《愛情練習生》飾演 夏天

## 節目

### 主持
2016年 年代MUCH臺《最強大老師》

### 廣播節目
- 2018年6月15日Hit FM聯播網 翹班DJ(GJ蔣卓嘉
- 2018年6月19日Hit FM聯播網 不累DJ BIBI「HITO GYM一下」
- 2018年6月19日飛碟電台夜光家族
- 2018年6月22日POP RADIO PLAY DJ Dewi簡廷芮
- 2018年7月28日飛碟電台UFOSTAR聊天室

## 廣告代言、平面廣告
- 2008年 威寶電信《林怡君篇》
- 2009年 [ HI-CHEW嗨啾 開心堂-貓貓女孩篇]》
- 2009年 PLAYA《貪玩的鞋在找貪玩的人—導演版》
- 2010年 摩斯漢堡《XO黃金蝦堡》
- 2010年 摩斯漢堡《法式蘑菇醬篇》
- 2010年 PLUS豆豆彩貼雙面膠帶
- 2011年 乖乖《高中篇》
- 2011年 中華電信花博導覽 宅男篇
- 2011年《mina（米娜）》雜誌模特
- 2013年 Primavista 漾婕
- 2013年 全家:: FamilyMart collection_形狀篇
- 2014年 OB嚴選 2014春夏 海灘篇
- 2015年 卡迪那95℃茄汁薯條酸甜滋味壁咚篇
- 2015年 一日杯緣子
- 2015年 人氣女神髮型教室-韓系歐逆髮帶編髮
- 2016年 Samsung Galaxy S7｜S7edge 粉角色外表篇 (簡廷芮)
- 2016年 SOFINA透美顏 美白水凝乳液
- 2016年 Kotex 靠得住輕柔無憂Air 小實驗
- 2017年 如果的世界手機遊戲
- 2017年 牛乳石鹼滋卿愛抗痘系列洗面乳
- 2018年 ROCKCOCO x 卡娜赫拉的小動物！與妳賴一起，真實做自己
- 2018年 地方公職人員選舉及全國性公民投票宣導片
- 2018年 蘇菲Happy Catch 小黑貓
- 2019年 機車道路交通安全 (台北市政府交通局宣導廣告)
- 2019年 GQ 4月號 GQ Beauty
- 2019年 Adidas Run For The Oceans 為海開跑

## 書籍
- 2015年4月13日 文字寫真書《Dear Dewi》 皇冠出版社發行[14]

- 簡廷芮,  (文字寫真書), 皇冠出版社, 2015年4月13日

## 校園演唱
- 2018年9月21日 新北市竹林高中
- 2018年10月17日 高雄醫學大學
- 2018年11月16日 虎尾科技大學
- 2018年12月6日 雲林科技大學

## 活動
- 2015年5月2日 文字寫真書《Dear Dewi》臺北簽書會
- 2015年6月7日 文字寫真書《Dear Dewi》臺中簽書會
- 2015年7月12日 文字寫真書《Dear Dewi》高雄簽書會
- 2015年8月6日 CoCo 都可 X 我的少女時代 一日店長
- 2015年8月9日 「我的少女時代」誠品信義店簽書會
- 2015年8月23日 「我的少女時代」臺南、桃園、新竹映前映後活動
- 2015年8月25日 「我的少女時代」真心真億 感謝記者會
- 2015年10月13日 「我的少女時代」香港首映禮
- 2015年10月24日 The ONE 杯緣子の杯緣子大挑戰
- 2015年11月21日 金馬52 星光大道
- 2016年6月9日 飛魚高校生「泳敢快閃」活動
- 2016年7月7日 飛魚高校生首映會
- 2016年10月21日 飛魚高校生殺青宴
- 2017年2月2日 如果的世界玩家見面會
- 2017年3月2日 Mizuno Lady's Running 台北街頭快閃活動
- 2017年5月28日 Mizuno Lady’s Running 台北路跑
- 2017年7月14日 牛乳石鹼康是美風采門市 一日店長
- 2017年7月28日 稍息立正我愛你 首映會
- 2017年8月18日 台北 adidasOriginals 三片葉巡迴電影院星光大道
- 2017年10月21日 中華民國老人福利推動聯盟希望50一銅改變活動
- 2017年11月5日 麥當勞紅襪路跑活動
- 2017年12月11日 Dewi x櫻桃小丸子 x Hello Kitty耶誕網美牆歡慶點燈 新光三越台北站前店
- 2018年5月19日 Dewi簡廷芮新歌試聽會
- 2018年5月26日 海尼根x歐冠盃決賽 台北市政府廣場
- 2018年6月5日 《大衛女孩》向前衝 溜冰造勢宣傳
- 2018年6月10日 Chocola BB一日店長x稍息立正我愛你
- 2018年6月16日 迷你專輯《大衛女孩》台中見面會
- 2018年6月16日 迷你專輯《大衛女孩》台北見面會
- 2018年6月22日 迷你專輯《大衛女孩》發片記者會
- 2018年7月14日 迷你專輯《大衛女孩》板橋簽唱會
- 2018年7月15日 迷你專輯《大衛女孩》高雄簽唱會
- 2018年7月15日 迷你專輯《大衛女孩》台中簽唱會
- 2018年7月22日 《大衛女孩》夏日飛輪活動
- 2018年9月15日 花現蹤跡 記者會 建國花市
- 2018年9月30日 ROCKCOCOx Dewi 聯名T 一日店長 忠孝SOGO B1
- 2018年10月6日 Festaria一日店長 台中新光三越
- 2018年10月13日 Taipei Walker19周年慶 生日演唱會
- 2018年11月3日 中華電信Hami樂團新勢力演唱會
- 2019年1月28日 公益活動 宜蘭失親兒基金會利澤簡活動中心
- 2019年2月24日 ELLE X ChocolaBB Spring可愛元氣無限大講座
- 2019年3月3日  Dewi簡廷芮生日音樂會 河岸留言 西門紅樓展演館
- 2019年4月6日 2019 PUMA螢光夜跑 大佳河濱公園
- 2019年5月25日 魏嘉瑩525MyWay演唱會 (特別嘉賓)
- 2019年10月12日 《2019 臺北時裝週 x VOGUE 全球購物夜》
- 2019年11月2日 張語噥生日音樂會 (特別嘉賓)

## 節目演出
| 頻道/平台                      | 節目                | 備註                |
| ------------------------------ | ------------------- | ------------------- |
| 八大綜合台、台視主頻、 Netflix | 《嗨！營業中第4季》 | 2024年11月2日小幫手 |

## 外部連結
- 簡廷芮Dewi Chien的Facebook專頁
- 簡廷芮Dewi Chien的Instagram帳戶
- 簡廷芮_Dewi的新浪微博
- YouTube上的簡廷芮頻道
- YouTube上的Dewi Official頻道 （页面存档备份，存于）